# شهرستان بونوانتور
شهرستان بونوانتور (به انگلیسی: Bonaventure Regional County Municipality) یک منطقهٔ مسکونی در کانادا است که در Gaspésie–Îles-de-la-Madeleine واقع شده‌است. شهرستان بونوانتور ۴٬۴۰۱٫۷۰ کیلومتر مربع مساحت و ۱۸٬۰۰۰ نفر جمعیت دارد.